# Liste des biens culturels d'importance nationale dans le canton de Bâle-Campagne

Blason du canton de Bâle-Campagne.

Cette liste présente les biens culturels d'importance nationale dans le canton de Bâle-Campagne. Cette liste correspond à l'édition 2009 de l'Inventaire suisse des biens culturels d'importance nationale (Objets A) pour le canton de Bâle-Campagne. Il est trié par commune et inclut : 36 bâtiments séparés, 6 collections et 22 sites archéologiques.

## Inventaire
| Photo | Objet                                                                                                | Type | Type | Type | Type | Type | Type | Type | Adresse                  | Commune           | Coordonnées                      |
| Photo | Objet                                                                                                | A    | Arch | B    | E    | M    | O    | S    | Adresse                  | Commune           | Coordonnées                      |
| ----- | --- | ---- | ---- | ---- | ---- | ---- | ---- | ---- | ------------------------ | ----------------- | -------------------------------- |
|       | Gmeiniwald (dolmen néolithique)                                                                      | A    |      |      |      |      |      |      |                          | Aesch             | 47° 28′ 06″ nord, 7° 34′ 08″ est |
|       | École Neumatt (école secondaire)                                                                     |      |      |      | E    |      |      |      | Reinacherstrasse 5       | Aesch             | 47° 28′ 22″ nord, 7° 35′ 39″ est |
|       | Andlauerhof                                                                                          |      |      |      |      |      | O    |      | Andlauerweg 15           | Arlesheim         | 47° 29′ 37″ nord, 7° 37′ 22″ est |
|       | Domherrenhaus                                                                                        |      |      |      | E    |      |      |      | Domstrasse 2             | Arlesheim         | 47° 29′ 35″ nord, 7° 37′ 06″ est |
|       | Domherrenhäuser am Domplatz                                                                          |      |      |      |      |      | O    |      | Domplatz 5–12            | Arlesheim         | 47° 29′ 31″ nord, 7° 37′ 13″ est |
|       | Collégiale                                                                                           |      |      |      | E    |      |      |      | Domplatz 16              | Arlesheim         | 47° 29′ 31″ nord, 7° 37′ 15″ est |
|       | Eremitage, Château de Birseck et site rupestre paléolithique / lieu de culte / sépulture néolithique | A    |      |      |      |      | O    |      |                          | Arlesheim         | 47° 29′ 29″ nord, 7° 37′ 38″ est |
|       | Château de Reichenstein                                                                              |      |      |      |      |      | O    |      |                          | Arlesheim         | 47° 29′ 48″ nord, 7° 37′ 44″ est |
|       | Augusta Raurica (colonie romande) et musée                                                           | A    |      |      |      | M    |      |      |                          | Augst             | 47° 32′ 02″ nord, 7° 43′ 18″ est |
|       | Villa Clavel auf Castelen                                                                            |      |      |      | E    |      |      |      | Giebenacherstrasse 9     | Augst             | 47° 32′ 04″ nord, 7° 43′ 16″ est |
|       | Ötschberg (emplacement néolithique)                                                                  | A    |      |      |      |      |      |      |                          | Bennwil           | 47° 24′ 43″ nord, 7° 46′ 14″ est |
|       | Centrale électrique de Birsfelden                                                                    |      |      |      |      | O    |      |      | Hofstrasse 80            | Birsfelden        | 47° 33′ 35″ nord, 7° 37′ 35″ est |
|       | Église catholique-romaine de frère Jacques                                                           |      |      |      | E    |      |      |      | Hardstrasse 28           | Birsfelden        | 47° 33′ 06″ nord, 7° 37′ 33″ est |
|       | Sternenfeld (partie des fortifications romaines sur le Rhin)                                         | A    |      |      |      |      |      |      |                          | Birsfelden        | 47° 33′ 24″ nord, 7° 38′ 21″ est |
|       | Château de Bottmingen                                                                                |      |      |      |      |      | O    |      | Schlossgasse 9           | Bottmingen        | 47° 31′ 25″ nord, 7° 34′ 13″ est |
|       | Kohlerhöhle (site rupestre paléolithique)                                                            | A    |      |      |      |      |      |      |                          | Brislach          | 47° 25′ 55″ nord, 7° 34′ 06″ est |
|       | Château de Wildenstein                                                                               |      |      |      |      |      | O    |      |                          | Bubendorf         | 47° 25′ 49″ nord, 7° 44′ 09″ est |
|       | Château et chapelle                                                                                  |      |      |      |      |      | O    |      |                          | Burg im Leimental | 47° 27′ 24″ nord, 7° 26′ 26″ est |
|       | Entrepôt                                                                                             |      |      |      | E    |      |      |      | Rickenbacherstrasse 16   | Buus              | 47° 30′ 16″ nord, 7° 51′ 53″ est |
|       | Château d'Angenstein                                                                                 |      |      |      |      |      | O    |      | Angenstein 1             | Duggingen         | 47° 27′ 48″ nord, 7° 36′ 18″ est |
|       | Église réformée évangélique                                                                          |      |      |      | E    |      |      |      |                          | Kilchberg         | 47° 25′ 33″ nord, 7° 53′ 55″ est |
|       | Stälzer (carrière de silex du néolithique)                                                           | A    |      |      |      |      |      |      |                          | Lampenberg        | 47° 25′ 35″ nord, 7° 44′ 41″ est |
|       | Dürsteltal (exploitation minière médiévale)                                                          | A    |      |      |      |      |      |      |                          | Langenbruck       | 47° 21′ 13″ nord, 7° 46′ 58″ est |
|       | Château Neu-Homburg                                                                                  | A    |      |      |      |      | O    |      |                          | Läufelfingen      | 47° 24′ 11″ nord, 7° 51′ 18″ est |
|       | Église catholique de Sainte Catherine                                                                |      |      |      | E    |      |      |      | Amtshausgasse            | Laufon            | 47° 25′ 23″ nord, 7° 30′ 01″ est |
|       | Bettenach (emplacement romain et haut-moyenâgeux)                                                    | A    |      |      |      |      |      |      |                          | Lausen            | 47° 28′ 37″ nord, 7° 45′ 29″ est |
|       | Dépôt archéologique cantonal                                                                         | A    | Arch |      |      |      |      |      | Frenkendörferstrasse 15a | Liestal           |                                  |
|       | Pont du chemin de fer                                                                                |      |      |      | E    |      |      |      | Frenkenstrasse           | Liestal           | 47° 28′ 40″ nord, 7° 44′ 35″ est |
|       | Munzach (domaine romain)                                                                             | A    |      |      |      |      |      |      |                          | Liestal           | 47° 29′ 19″ nord, 7° 43′ 13″ est |
|       | Aqueduc romain                                                                                       | A    |      |      |      |      |      |      |                          | Liestal           | 47° 28′ 40″ nord, 7° 45′ 09″ est |
|       | Archives cantonales                                                                                  |      | Arch |      |      |      |      |      | Wiedenhuberstrasse 35    | Liestal           | 47° 29′ 13″ nord, 7° 43′ 35″ est |
|       | Moulin                                                                                               |      |      |      | E    |      |      |      | Unterdorf 16             | Maisprach         | 47° 31′ 22″ nord, 7° 50′ 50″ est |
|       | Bruckgut                                                                                             |      |      |      | E    |      |      |      | Hauptstrasse 1           | Münchenstein      | 47° 31′ 04″ nord, 7° 37′ 11″ est |
|       | Fondation Herzog                                                                                     |      |      |      |      | M    |      |      | Oslo-Strasse 8           | Münchenstein      | 47° 32′ 00″ nord, 7° 36′ 35″ est |
|       | Gartenbad St. Jakob                                                                                  |      |      |      | E    |      |      |      | Grosse Allee 1a–h        | Münchenstein      | 47° 32′ 24″ nord, 7° 37′ 14″ est |
|       | Musée de la calèche                                                                                  |      |      |      |      | M    |      |      | Vorder Brüglingen 4      | Münchenstein      | 47° 32′ 14″ nord, 7° 36′ 53″ est |
|       | Schaulager                                                                                           |      |      |      |      | M    |      |      | Ruchfeldstrasse 19       | Münchenstein      | 47° 31′ 42″ nord, 7° 36′ 38″ est |
|       | Villa Merian, bâtiments agricoles et parc                                                            |      |      |      | E    |      |      |      | Unter Brüglingen 1–4     | Münchenstein      | 47° 32′ 06″ nord, 7° 36′ 48″ est |
|       | Au-Hard (partie des fortifications romaines sur le Rhin)                                             | A    |      |      |      |      |      |      | Au-Hard                  | Muttenz           | 47° 32′ 23″ nord, 7° 39′ 30″ est |
|       | Freidorf                                                                                             |      |      |      |      |      | O    |      | St. Jakobsstrasse        | Muttenz           | 47° 32′ 13″ nord, 7° 37′ 43″ est |
|       | Gare, bâtiments principaux                                                                           |      |      |      | E    |      |      |      | Rangierbahnhof 9         | Muttenz           | 47° 32′ 03″ nord, 7° 38′ 51″ est |
|       | Église paroissiale réformée de Saint-Arbogast                                                        |      |      |      | E    |      |      |      | Kirchplatz 1             | Muttenz           | 47° 31′ 20″ nord, 7° 38′ 44″ est |
|       | Birsmatten-Basisgrotte (emplacement du mésolithique et grotte funéraire)                             | A    |      |      |      |      |      |      |                          | Nenzlingen        | 47° 26′ 41″ nord, 7° 33′ 00″ est |
|       | Église paroissiale réformée de Saint-Nicolas                                                         |      |      |      |      |      | O    |      | Herrengasse 39           | Oltingen          | 47° 25′ 59″ nord, 7° 56′ 02″ est |
|       | Maison (Grosses Haus)                                                                                |      |      |      | E    |      |      |      | Hauptstrasse 54          | Oltingen          | 47° 25′ 56″ nord, 7° 56′ 08″ est |
|       | Château de Farnsburg                                                                                 | A    |      |      | E    |      |      |      |                          | Ormalingen        | 47° 29′ 35″ nord, 7° 52′ 14″ est |
|       | Château de Pfeffingen                                                                                | A    |      |      | E    |      |      |      |                          | Pfeffingen        | 47° 27′ 12″ nord, 7° 35′ 31″ est |
|       | Maison Preiswerk                                                                                     |      |      |      | E    |      |      |      | Gorisen 231a             | Reigoldswil       | 47° 24′ 35″ nord, 7° 41′ 23″ est |
|       | Viaduct ferroviaire                                                                                  |      |      |      | E    |      |      |      |                          | Rümlingen         | 47° 25′ 27″ nord, 7° 51′ 01″ est |
|       | Château de Bischofstein (emplacement préhistorique / village médiéval)                               | A    |      |      |      |      |      |      |                          | Sissach           | 47° 28′ 29″ nord, 7° 49′ 37″ est |
|       | Burgenrain (emplacement préhistorique)                                                               | A    |      |      |      |      |      |      |                          | Sissach           | 47° 27′ 29″ nord, 7° 49′ 05″ est |
|       | Château d'Ebenrain                                                                                   |      |      |      |      |      | O    |      | Itingerstrasse 13–17     | Sissach           | 47° 27′ 51″ nord, 7° 48′ 18″ est |
|       | Église paroissiale réformée de Saint-Jacques                                                         |      |      |      | E    |      |      |      | Schulstrasse 8           | Sissach           | 47° 27′ 57″ nord, 7° 48′ 35″ est |
|       | Sissacherfluh (emplacement préhistorique / refuge médiéval)                                          | A    |      |      |      |      |      |      |                          | Sissach           | 47° 28′ 50″ nord, 7° 49′ 05″ est |
|       | Gerstelfluh (emplacement préhistorique / centre de pouvoir médiéval)                                 | A    |      |      |      |      |      |      |                          | Waldenburg        | 47° 22′ 49″ nord, 7° 45′ 52″ est |
|       | Villa Gedeon Thommen avec pac                                                                        |      |      |      |      |      | O    |      | Wilweg 8                 | Waldenburg        | 47° 23′ 10″ nord, 7° 44′ 52″ est |
|       | Maison d'habitation et Heimposamenterei                                                              |      |      |      |      |      | O    |      | Dorf                     | Ziefen            | 47° 25′ 50″ nord, 7° 42′ 30″ est |
|       | Zunzger Büchel                                                                                       | A    |      |      |      |      |      |      | Erdwerk                  | Zunzgen           | 47° 26′ 48″ nord, 7° 48′ 26″ est |

1. ↑  Légende des différents types de biens :
  - A : Archéologie
  - Arch : Archive
  - B : Bibliothèque
  - E : Objet unique
  - M : Musée
  - O : Objets multiples
  - S : Cas particulier